# Antalyaspor Kulübü
O Antalyaspor Kulübü, mais conhecido como Antalyaspor, é um clube profissional de futebol turco sediado na cidade de Antália, capital da província homônima, fundado em 2 de julho de 1966. Atualmente disputa a Süper Lig. 
Suas cores são o vermelho e o branco. Disputa seus jogos no Estádio de Antália, com capacidade para 32 539 espectadores.

## História
Fundado oficialmente em 1966 após a fusão de três clubes locais (Yenikapı Suspor, İlk Işıkspor e Ferrokromspor) que tinha como objetivo formar um clube forte e competitivo capaz de representar Antália nas competições nacionais, o Antalyaspor em seus primeiros anos participou continuamente nas divisões inferiores do sistema de ligas de futebol do país até sagrar-se campeão da Segunda Divisão Turca na temporada 1981–82, conquista que lhe permitiu disputar a Primeira Divisão Turca na temporada 1982–83. 
Sua primeira passagem pela divisão máxima do futebol turco durou apenas 3 temporadas, sendo rebaixado pela primeira vez após a temporada 1984–85. No ano seguinte, o clube repetiu o feito de 4 anos atrás e novamente sagrou-se campeão da 2. Lig, obtendo novo acesso para a 1. Lig para a temporada 1986–87. 
Entretanto, após uma campanha insatisfatória, o Antalyaspor amargou novo rebaixamento ao final dessa mesma temporada, permanecendo na Segunda Divisão Turca por 7 temporadas. Foi somente na temporada 1993–94 que o clube voltou para a Primeira Divisão Turca após vencer o İstanbulspor na final do playoff de acesso por 3–2. A partir da temporada seguinte, o Antalyaspor permaneceu na divisão máxima do futebol turco por 8 temporadas, maior período de estabilidade experimentado pelo clube até então.
Neste período, o Antalyaspor desempenhou boas campanhas na 1. Lig que classificaram-no para competições continentais, tendo disputado 2 vezes a Taça Intertoto da UEFA. Na temporada 1999–00, o clube obteve sua primeira grande façanha no futebol nacional, quando classificou-se para a final da Copa da Turquia, terminando com o vice-campeonato após ser derrotado pelo gigante Galatasaray na prorrogação por 5–3. 
Na temporada seguinte, o Antalyaspor competiu pela primeira vez na Copa da UEFA, ocasião em que foi eliminado na 2ª fase após ser derrotado pelos alemães do Werder Bremen pelo placar agregado de 6–2. Após isso, o clube amargou seu terceiro rebaixamento para a TFF 1. Lig ao final da temporada 2001–02 após ter encerrado a competição na 16ª colocação entre 18 equipes. 
O Antalyaspor permaneceu por 4 temporadas na Segunda Divisão Turca, voltando à Süper Lig ao final da temporada 2005–06 após um vice-campeonato. Entretanto, a primeira década do novo milênio foi um período de altos e baixos para o clube, alternando-se entre as duas principais divisões profissionais do futebol turco. Um novo período de estabilidade na Süper Lig teve início na temporada 2009–10 e durou 4 temporadas, encerrando-se após novo rebaixamento ao final da temporada 2013–14. No ano seguinte, obteve novo acesso à Süper Lig após vencer mais uma vez o playoff de acesso, tendo superado dessa vez o Samsunpor pelo placar de 6–3.
Na temporada 2020–21, o clube novamente chegou à final da Copa da Turquia, sendo novamente vice-campeão após ser derrotado dessa vez pelo Beşiktaş em disputa por pênaltis por 4–2 após um empate no tempo regulamentar por 1–1.

## Emblema
O emblema do clube inclui as letras maiúsculas A e S, que simbolizam a cidade de Antália e reforçam o caráter desportivo da agremiação, respectivamente. Entre as letras, encontra-se desenhado a figura do Minarete de Yivliminare, um dos pontos turísticos e religiosos da cidade. Abaixo da figura, encontra-se o ano de fundação do clube. 

## Títulos
- Segunda Divisão Turca (2): 1981–82 e 1985–86

### Campanhas de destaque
- Vice-campeão da Copa da Turquia (2): 1999–00 e 2020–21
- Vice-campeão da Segunda Divisão Turca (2):  2005–06 e 2007–08